# Farka
Farka (albanisch auch Farkë) ist ein Ort am südöstlichen Rand der albanischen Hauptstadt Tirana. Bis 2015 gab es auch eine Gemeinde (komuna) mit diesem Namen; sie wurde im Rahmen der Territorialreform in die Bashkia Tirana eingegliedert. Farka hat 36.266 Einwohner (Volkszählung 2023).

## Geographie

### Lage
| \| Farka \|               |
| Farka im Süden von Tirana |
| Farka                     |

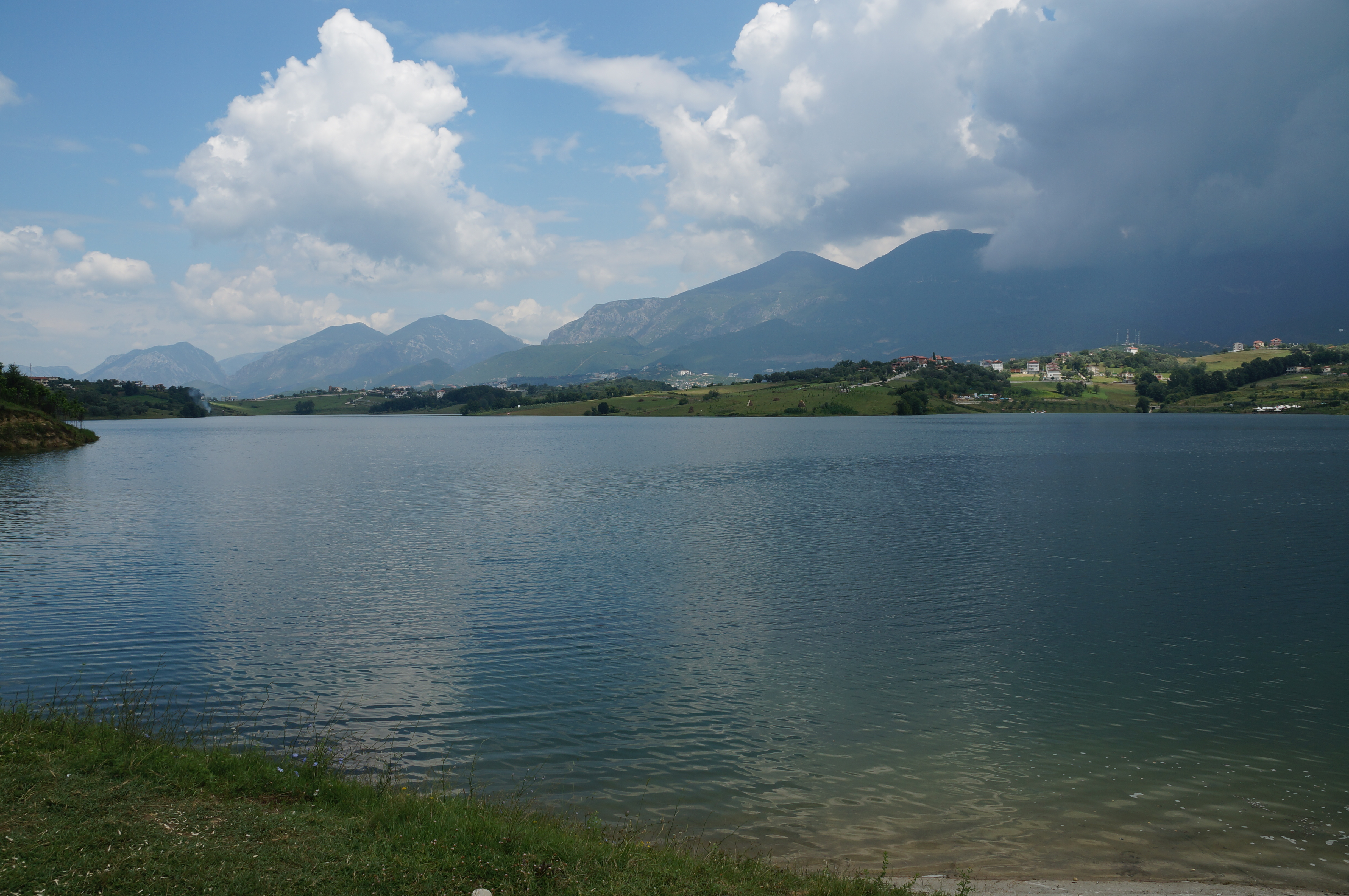
Blick über den See nach Norden

Farka liegt in den Hügeln südlich der albanischen Hauptstadt, rund zehn Kilometer vom Stadtzentrum entfernt. Zwischenzeitlich geht die Bebauung der Stadt bis in den Bereich von Farka über. Unterschieden werde die beiden Dörfer Farka e madhe (Groß-Farka) und Farka e vogël (Klein-Farka). Im Osten erhebt sich der Dajti (1613 m ü. A.). Nordwestlich der beiden Dörfer liegt der rund zwei Kilometer lange Farka-See, ein Reservoir mit einem rund 350 Meter langen Staudamm. Ein kleiner Park von 9,8 Hektar umgibt den See, der zum Ausflugsziel und Naherholungsgebiet für die Bewohner von Tirana werden soll.
Lange hatten Farka und Umgebung einen ländlichen Charakter. Noch bis zum Jahr 2001 ist die Bevölkerung stark zurückgegangen (7100 Einwohner). Seither wächst sie aber um ein Vielfaches an: Die Hauptstadt weitet sich allmählich immer mehr ins Umland aus, und Farka entwickelt sich immer mehr zur Wohngegend. 
Die Gemeinde hatte im Jahr 2011 22.633 Einwohner. Damit war Farka eine der größten Gemeinden ländlichen Typs (komuna) in Albanien. In den zwölf Jahren hat sich die Bevölkerung um mehr als die Hälfte erhöht. Farka ist heute die elftgrößte Njësia administrative des Landes.
Die Zuwanderer aus anderen Gebieten Albaniens kommen vor allem aus dem Qark Vlora und etwas weniger häufig aus den Qarqet Elbasan, Fier und Gjirokastra.

### Verwaltungseinheit
Bis 2015 war Farka eine eigenständige Gemeinde, seither ist es eine Njësia administrative innerhalb der Bashkia Tirana. Ihr Gebiet umfasst nebst Farka e madhe und Farka e vogël weitere Dörfer südlich der Stadt Tirana: Lundra, Mjull-Bathore, Selita und Teile von Sauk.

## Geschichte
Das Gebiet wurde seit der Eisenzeit als Siedlungsplatz genutzt. Der Name farka leite sich auch von den hier ansässigen Schmieden ab.
1956 wurden die Bauern der Region kollektiviert. In der Folge wurde in Farka vor allem Viehzucht, Weinbau und Olivenanbau betrieben.

## Verkehr

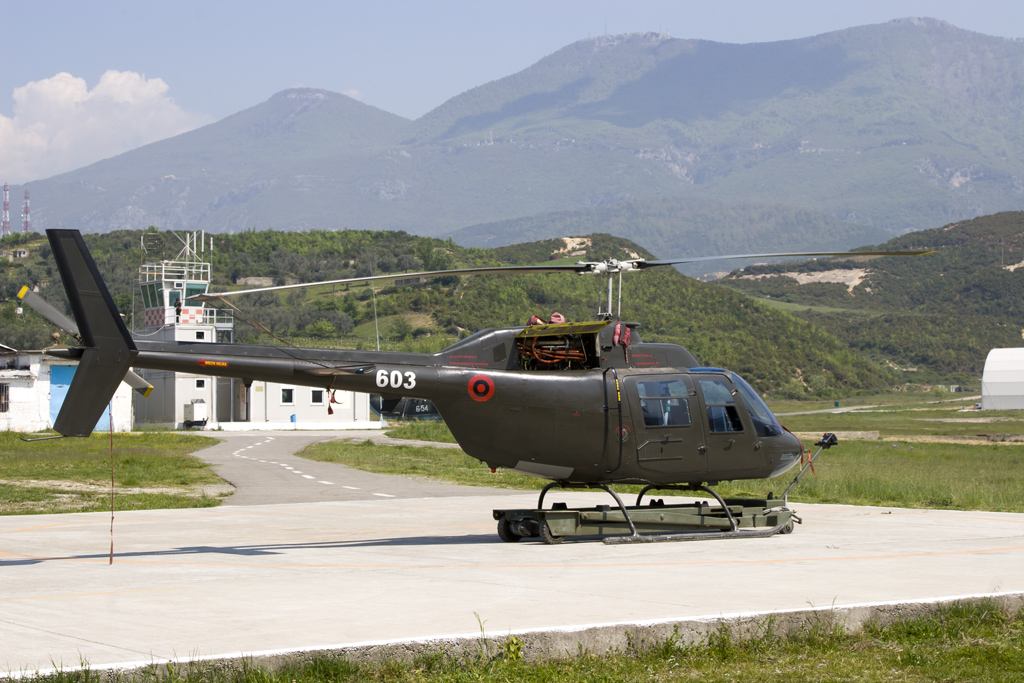
Hubschrauber auf dem Heliport Farka

Die von Tirana nach Süden führende Nationalstraße 3 führt etwas westlich von Farka durch. Quer durch Farka wurde der Ostteil der Ringautobahn Unaza e Madhe rund um Tirana erbaut. Ein rund fünf Kilometer langes Teilstück von der Autobahn A3 beim Einkaufszentrum Tirana East Gate ist seit Dezember 2017 fertig, die Umfahrung weiter nach Norden zu den östlichen Stadtvierteln von Tirana und Dajt ist seit 2021 für den Verkehr freigegeben.
In Farka e madhë befindet sich der Militärheliport Tirana-Farka (Baza Ajrore Farkë).